# Leskeella incrassata
Leskeella incrassata är en bladmossart som beskrevs av Brotherus 1907. Leskeella incrassata ingår i släktet Leskeella och familjen Leskeaceae. Inga underarter finns listade i Catalogue of Life.